# Behind The Seen
Behind the Seen - Rare, Unreleased & B-Sides er et opsamlingsalbum af den danske rockgruppe D-A-D, der blev udgivet den 16. november 2009 som en del af The Overmuch Box. Albummet er en dobbelt-LP, som indeholder hidtil ikke-udgivne numre, B-sideer og andet sjældent materiale.

## Spor
LP1
1. "Strong Where you Belong"
2. "Women Are Crazy"
3. "Wonderful"
4. "Stop Me (Before I kill Again)"
5. "The Dentist"
6. "Motorlove"
7. "Big Ones"
8. "Look What the Drug Dragged In"

LP2
1. "Burn the Bridges"
2. "Last Mango in Paris"
3. "I'm A Little Cloud"
4. "In Real Life"
5. "Favours"
6. "Horizon"
7. "You Filled My Head"
8. "Jacketless In December"
9. "Tyrants"
10. "Time Swallows Time"